# Godfried II van Thouars
Godfried II van Thouars (Thouars, circa 990 - Saint-Michel-en-l'Herm, 1055) was van 1014 tot aan zijn dood burggraaf van Thouars.

## Levensloop
Godfried II was de oudste zoon van burggraaf Savary III van Thouars en diens eerste echtgenote, wier naam en afkomst onbekend gebleven zijn. In 1014 volgde hij zijn oom Rudolf op als burggraaf van Thouars.
Hij zette de oorlog van zijn oom tegen heer Hugo IV van Lusignan en hertog Willem V van Aquitanië verder. Na opeenvolgende overwinningen en nederlagen kwam het tot vrede. Als onderdeel van deze vrede huwelijkte Godfried II zijn nicht Audéarde, dochter van zijn oom Rudolf, uit aan Hugo IV van Lusignan.
Godfried had een moeilijke relatie met graaf Fulco III van Anjou. Deze bouwde in 1026 een kasteel in Montfaucon en vestigde zich in Montreuil, twintig kilometer ten noorden van Thouars. Godfried beschouwde dit als een grote bedreiging voor zijn burggraafschap. In de jaren 1030 voerde Fulco III ook bouwwerken uit in Moncontour, Loudun en Mirebeau, waardoor diens gebieden het burggraafschap Thouars nog meer gingen omsingelen.
In de jaren 1030 vormde Godfried een alliantie met graaf Godfried van Vendôme, de zoon van Fulco III van Anjou die ging huwen met Agnes van Bourgondië, de weduwe van Willem V van Aquitanië. Hij steunde de graaf van Vendôme bij diens poging om het graafschap Poitiers en het hertogdom Aquitanië in te nemen. Terwijl Godfried van Vendôme de omgeving van Poitiers verwoestte, viel hertog Willem VI van Aquitanië de regio rond Loudun en Mirebeau aan, die toen onder invloed stond van de Angevijnen. Op 9 september 1033 versloegen Godfried II van Thouars en Godfried van Vendôme Willem VI in een veldslag nabij Saint-Jouin-de-Marnes.
Aan het einde van zijn leven werd Godfried monnik in het klooster van Saint-Michel-en-l'Herm, waar hij in 1055 overleed.

## Huwelijk en nakomelingen
Godfried huwde met Agnes, dochter van graaf Odo I van Blois. Ze kregen volgende kinderen:
- Amalrik IV (overleden in 1093), burggraaf van Thouars
- Savary, burggraaf van Fontenay
- Godfried
- Rudolf
- Helena (1030-?), huwde met Archimbald I Janvre, heer van Bouchetière